# Ludovico VIII di Baviera-Ingolstadt
Ludovico VIII di Baviera-Ingolstadt, detto il Gobbo, in tedesco der Bucklige o der Höckrige (Parigi, 1º settembre 1403 – Ingolstadt, 13 aprile 1445), fu duca di Baviera-Ingolstadt dal 1443 fino alla sua morte.

## Biografia
Ludovico era figlio primogenito di Ludovico VII e di Anna di Borbone. Detto il gobbo (in tedesco der Bucklige) per una deformazione della colonna vertebrale
Destinato al matrimonio con Anna di Lusignano, figlia del re Giano di Cipro, contro il volere paterno il giovane sposò invece Margherita di Brandeburgo, figlia di Federico I di Brandeburgo e vedova di Alberto V di Meclemburgo-Schwerin. Nel 1414 il padre gli aveva concesso la contea di Graisbach, la coppia risiedeva a Friedberg, nei pressi di Augusta. Negli anni della guerra bavarese il giovane aveva sostenuto, pur con moderazione, il padre. Fisicamente deforme era disprezzato dal padre che gli preferiva il figlio illegittimo Wieland von Freyberg a cui concedeva soldi e beni e di cui organizzò il matrimonio con una nobile. Il giovane Ludovico, temendo per la sua eredità, si alleò con il cognato Alberto Achille e con Alberto III di Baviera e il 27 gennaio del 1439 mosse contro Ingolstadt costringendo il padre a riparare a Neuburg. 
Ludovico il gobbo conquistò gran parte dei possedimenti paterni e il 4 settembre 1443, dopo un lungo assedio, conquistò Neuburg imprigionando il padre.
Divenne così duca di Baviera-Ingolstadt.
Ludovico morì senza eredi nel 1445; gli succedette Enrico XVI.

## Matrimonio
Ludovico sposò nel 1441 Margherita di Brandeburgo, figlia di Federico I di Brandeburgo. Da questo matrimonio nacquero due figli che tuttavia non raggiunsero l'età adulta.

## Ascendenza
|                                           |                                          |                                                                  | Genitori                                                    |  |  | Nonni |  |  | Bisnonni                             |  |  | Trisnonni                          |  |
|                                           |                                          |                                                                  |                                                             |  |  |       |  |  | Stefano II, duca di Baviera-Landshut |  |  | Ludovico IV, imperatore dei Romani |  |
|                                           |                                          |                                                                  |                                                             |  |  |       |  |  | Stefano II, duca di Baviera-Landshut |  |  | Ludovico IV, imperatore dei Romani |  |
|                                           |                                          | Beatrice di Świdnica                                             |                                                             |  |  |       |  |  | Stefano II, duca di Baviera-Landshut |  |  |                                    |  |
| Stefano III, duca di Baviera-Ingolstadt   |                                          |                                                                  |                                                             |  |  |       |  |  | Stefano II, duca di Baviera-Landshut |  |  |                                    |  |
|                                           |                                          | Isabella di Sicilia                                              | Federico III, re di Sicilia                                 |  |  |       |  |  |                                      |  |  |                                    |  |
|                                           |                                          | Isabella di Sicilia                                              | Federico III, re di Sicilia                                 |  |  |       |  |  |                                      |  |  |                                    |  |
|                                           |                                          | Isabella di Sicilia                                              | Eleonora di Napoli                                          |  |  |       |  |  |                                      |  |  |                                    |  |
| Ludovico VII, duca di Baviera-Ingolstadt  |                                          | Isabella di Sicilia                                              |                                                             |  |  |       |  |  |                                      |  |  |                                    |  |
|                                           |                                          | Bernabò Visconti, signore di Milano                              | Stefano Visconti, signore di Arona                          |  |  |       |  |  |                                      |  |  |                                    |  |
|                                           |                                          | Bernabò Visconti, signore di Milano                              | Stefano Visconti, signore di Arona                          |  |  |       |  |  |                                      |  |  |                                    |  |
|                                           |                                          | Bernabò Visconti, signore di Milano                              | Valentina Doria                                             |  |  |       |  |  |                                      |  |  |                                    |  |
| Taddea Visconti                           |                                          | Bernabò Visconti, signore di Milano                              |                                                             |  |  |       |  |  |                                      |  |  |                                    |  |
|                                           |                                          | Regina della Scala                                               | Mastino II della Scala, signore di Verona                   |  |  |       |  |  |                                      |  |  |                                    |  |
|                                           |                                          | Regina della Scala                                               | Mastino II della Scala, signore di Verona                   |  |  |       |  |  |                                      |  |  |                                    |  |
|                                           |                                          | Regina della Scala                                               | Taddea da Carrara                                           |  |  |       |  |  |                                      |  |  |                                    |  |
| Ludovico VIII, duca di Baviera-Ingolstadt |                                          | Regina della Scala                                               |                                                             |  |  |       |  |  |                                      |  |  |                                    |  |
|                                           | Giacomo I di Borbone, conte di La Marche | Luigi I, duca di Borbone                                         |                                                             |  |  |       |  |  |                                      |  |  |                                    |  |
|                                           | Giacomo I di Borbone, conte di La Marche | Luigi I, duca di Borbone                                         |                                                             |  |  |       |  |  |                                      |  |  |                                    |  |
|                                           | Giacomo I di Borbone, conte di La Marche | Maria di Hainaut                                                 |                                                             |  |  |       |  |  |                                      |  |  |                                    |  |
| Giovanni I di Borbone, conte di La Marche | Giacomo I di Borbone, conte di La Marche |                                                                  |                                                             |  |  |       |  |  |                                      |  |  |                                    |  |
|                                           |                                          | Giovanna di Châtillon, signora di Leuze, Condé, Carency e Buquoy | Ugo di Châtillon, signore di Leuze, Condé, Carency e Buquoy |  |  |       |  |  |                                      |  |  |                                    |  |
|                                           |                                          | Giovanna di Châtillon, signora di Leuze, Condé, Carency e Buquoy | Ugo di Châtillon, signore di Leuze, Condé, Carency e Buquoy |  |  |       |  |  |                                      |  |  |                                    |  |
|                                           |                                          | Giovanna di Châtillon, signora di Leuze, Condé, Carency e Buquoy | Giovanna, signora di Dargies e Catheux                      |  |  |       |  |  |                                      |  |  |                                    |  |
| Anna di Borbone-La Marche                 |                                          | Giovanna di Châtillon, signora di Leuze, Condé, Carency e Buquoy |                                                             |  |  |       |  |  |                                      |  |  |                                    |  |
|                                           |                                          | Giovanni VI, conte di Vendôme                                    | Burcardo VI, conte di Vendôme                               |  |  |       |  |  |                                      |  |  |                                    |  |
|                                           |                                          | Giovanni VI, conte di Vendôme                                    | Burcardo VI, conte di Vendôme                               |  |  |       |  |  |                                      |  |  |                                    |  |
|                                           |                                          | Giovanni VI, conte di Vendôme                                    | Alice di Bretagna                                           |  |  |       |  |  |                                      |  |  |                                    |  |
| Caterina, contessa di Vendôme             |                                          | Giovanni VI, conte di Vendôme                                    |                                                             |  |  |       |  |  |                                      |  |  |                                    |  |
|                                           |                                          | Giovanna di Ponthieu                                             | Giovanni II di Ponthieu, conte d'Aumale                     |  |  |       |  |  |                                      |  |  |                                    |  |
|                                           |                                          | Giovanna di Ponthieu                                             | Giovanni II di Ponthieu, conte d'Aumale                     |  |  |       |  |  |                                      |  |  |                                    |  |
|                                           |                                          | Giovanna di Ponthieu                                             | Caterina d'Artois                                           |  |  |       |  |  |                                      |  |  |                                    |  |
|                                           |                                          | Giovanna di Ponthieu                                             |                                                             |  |  |       |  |  |                                      |  |  |                                    |  |